# Kusanagi no Tsurugi
Thanh kiếm Kusanagi là một trong tam chủng thần khí của Hoàng gia Nhật Bản, tương truyền nó là do thần bão Susano'o đánh bại Yamata-no-Orochi (八岐の大蛇 (Bát Kỳ Đại Xà)) mà có được.

## Truyền thuyết
Thanh kiếm này lúc ban đầu được gọi là Ame-no-Murakumo-no-Tsurugi (nghĩa là Thiên Tùng Vân Kiếm) và nguồn gốc của nó có liên hệ với một con rắn 8 đầu trong huyền thoại. Con rắn này, được gọi là Yamata-no-Orochi (八岐の大蛇, Bát Kỳ Đại Xà), đã quấy nhiễu một gia đình giàu có ở tỉnh Izumo. Qua nhiều năm, con rắn đã ăn thịt bảy trong số tám người con gái của gia đình này. Do đó, vị trưởng gia đình đã quyết định tới cầu xin sự giúp đỡ của Susano'o, vị thần biển và gió bão trong Thầo đạo. Vị Thần này đã ngay lập tức tấn công con rắn, tuy rằng ông đã không thể đánh bại nó, và buộc phải rút lui.
Thần Susano'o sau đó đã nghĩ ra một kế sách để đánh bại con rắn. Trong một phiên bản của truyền thuyết này, thần Susano'o đã được hứa gả cô con gái cuối cùng trong gia đình nếu ông kết liễu thành công con quái vật này. Trong một phiên bản khác, vị thần này là người đã hỏi cưới cô gái kia, và lời đề nghị đã được cha cô chấp thuận. Tuy nhiên, trong tất cả các phiên bản, kế sách của thần Susano'o đều là khiến cả tám cái đầu của con rắn Orochi say rượu, sau đó ông sẽ tấn công nó. Do đó, vị thần này đã chuẩn bị 8 bát rượu sake khổng lồ (một loại rượu gạo của Nhật Bản), và đặt chúng ở một địa điểm con quái vật thường đi ngang qua.
Con rắn Orochi đã sập bẫy, và trong khi nó đang bị say mèm và ngủ li bì, thần Susanoo đã nắm lấy cơ hội này để tấn công. Vị thần đã chặt từng cái đầu của con rắn, rồi cắt thân thể của nó [từ đầu] cho đến tận đuôi. Bên trong đuôi con quái vật, vị thần đã tìm thấy thanh kiếm Kusanagi. Thần Susanoo đã không giữ thanh kiếm bên mình lâu dài. Tuy rằng là một vị thần, nhưng Susanoo đã bị trục xuất khỏi thiên đình một thời gian rất lâu trước đó. Truyền thuyết Nhật Bản cũng nói rằng có một sự ganh đua giữa thần Susanoo và chị gái ông, nữ thần Amaterasu. Do đó, thần Susanoo đã quyết định đưa thanh kiếm Kusanagi cho cô, để tạo mối quan hệ tốt đẹp với cô và cũng là để chấm dứt tình cảnh tha hương của mình.
Thanh kiếm Kusanagi đã được nữ thần Amaterasu ban cho Yamato Takeru, con trai của Thiên hoàng Keiko (Hoàng đế Nhật Bản, hay Nhật hoàng). Chính trong khoảng thời gian này thanh kiếm Kusanagi đã được đặt cho cái tên như hiện nay. Theo một sự tích, vị hoàng tử đang trong một chuyến đi săn thì một kẻ địch đã phóng hỏa thiêu đốt lớp cỏ khô xung quanh ông. Sử dụng thanh kiếm được nữ thần Amaterasu ban cho, Yamato Takeru đã cắt bỏ đám cỏ đang bốc cháy, rồi hướng ngọn lửa về phía kẻ địch của ông. Do đó, cái tên Kusanagi (Thảo thế kiếm) đã được đặt cho thanh kiếm này.
Có một số sự tích xoay quanh thanh kiếm Kusanagi sau khi nó lọt vào tay Yamato Takeru. Lấy ví dụ, theo tác phẩm Bình Gia vật ngữ (truyện Heike) từ thế kỷ 14, kiếm Kusanagi được cho là đã bị thất lạc sau một trận hải chiến. Tuy nhiên, sự tích này cũng khá đáng ngờ vì thiên sử thi này là một bộ sưu tập các câu chuyện truyền miệng được biên soạn vào khoảng 200 năm sau khi các sự kiện có thực đã xảy ra. Các bản sao đã được chế tạo, ăn trộm và bị thất lạc khi các thành viên đối địch trong hoàng tộc tranh giành ngôi báu.
Bản mẫu:Notable swords